# Zwickau (distrito)
Zwickau é um distrito (kreis ou landkreis) da Alemanha, situado no estado da Saxônia. Sua população em 2019 foi estimada em 315.002 habitantes.

## Cidades e municípios

### Cidades
1. Crimmitschau
2. Glauchau
3. Hartenstein
4. Hohenstein-Ernstthal
5. Kirchberg
6. Lichtenstein
7. Limbach-Oberfrohna
8. Meerane
9. Oberlungwitz
10. Waldenburg
11. Werdau
12. Wildenfels
13. Wilkau-Haßlau
14. Zwickau

### Municípios
1. Bernsdorf
2. Callenberg
3. Crinitzberg
4. Dennheritz
5. Fraureuth
6. Gersdorf
7. Hartmannsdorf bei Kirchberg
8. Hirschfeld
9. Langenbernsdorf
10. Langenweißbach
11. Lichtentanne
12. Mülsen
13. Neukirchen
14. Niederfrohna
15. Oberwiera
16. Reinsdorf
17. Remse
18. Sankt Egidien
19. Schönberg